# Nyctimene vizcaccia
Nyctimene vizcaccia (Thomas, 1914) è un pipistrello appartenente alla famiglia degli Pteropodidi, diffuso nell'Arcipelago delle Bismarck e nelle Isole Salomone.

## Descrizione

### Dimensioni
Pipistrello di medie dimensioni, con lunghezza dell'avambraccio tra 51,6 e 67 mm, la lunghezza della testa e del corpo tra 74,3 e 115 mm, la lunghezza della coda tra 18 e 25,5 mm, un peso fino a 55,5 g e un'apertura alare fino a 43,9 cm.

### Aspetto
La pelliccia è densa e lanosa, molto simile a quella delle viscacce del genere Lagidium. Il dorso è screziato di marrone e grigio, mentre le parti ventrali sono uniformemente bruno-grigiastre. Sono presenti degli anelli verdastri intorno agli occhi che si estendono in due sottili linee fino alle narici. La banda dorsale è sottile, larga appena 3,5mm, nera, ben distinta dal capo alla base della coda. Le orecchie, gli avambracci, le dita e le membrane alari sono densamente chiazzate di giallo, più che nelle altre specie. L'artiglio del pollice è marrone con la punta biancastra. La coda è relativamente più lunga rispetto alle altre specie di Nyctimene. La sottospecie N.v. bougainville è più piccola e con la banda dorsale distinta soltanto sulla groppa.

## Biologia

### Comportamento
Si rifugia nel denso fogliame degli alberi.

### Alimentazione
Si nutre di frutta.

## Distribuzione e habitat
Questa specie è diffusa nell'Arcipelago delle Bismarck e nelle Isole Salomone.
Vive nelle foreste pluviali primarie fino a 1800 metri di altitudine, più raramente nelle foreste disturbate e nelle piantagioni.

## Tassonomia
Sono state riconosciute due sottospecie:
- N. v. vizcaccia: Arcipelago delle Bismarck: Nuova Britannia, Nuova Irlanda, Manus, Umboi;
- N. v. bougainville (Troughton, 1936): ): Isole Salomone: Buka, Bougainville, Choiseul, Santa Ysabel, Fauro, Kolombangara, New Georgia, Guadalcanal.

Altre specie simpatriche dello stesso genere: N. albiventer, N. major.

## Conservazione
La IUCN Red List, considerato il vasto areale e la popolazione numerosa, classifica N. vizcaccia come specie a rischio minimo (Least Concern)).